# Odessa (Minnesota)
Odessa è un comune degli Stati Uniti d'America, situato nello Stato del Minnesota, nella Contea di Big Stone.